# Filip Tallhamn
Paul Olof Filip Tallhamn, född 30 september 1979 i Värnamo, är en svensk skådespelare.
Han är utbildad på Calle Flygare Teaterskola 1998–2000 och senare Luleå Teaterhögskola 2001–2005.

## Filmografi
- 1999 – C/o Segemyhr (TV-serie)
- 2011 – En enkel till Antibes
- 2011 – Jag saknar dig
- 2012 – Flimmer

## Teater

### Roller (ej komplett)
| År   | Roll             | Produktion                                | Regi                | Teater                           |
| ---- | ---------------- | ----------------------------------------- | ------------------- | -------------------------------- |
| 2004 |                  | Ingenting är bra Hejdå                    |                     | Regionteatern Blekinge Kronoberg |
| 2005 |                  | Var är alla?                              |                     | Riksteatern                      |
| 2007 |                  | En måste ju leva                          |                     | Angereds Teater                  |
| 2011 |                  | Snövit Orup och Håkan Bjerking            | Håkan Bjerking      | Norrbottensteatern               |
| 2017 | Doktor Tambourri | Passion Stephen Sondheim och James Lapine | Victoria Brattström | Norrlandsoperan                  |